# SummerSlam 2007
SummerSlam (2007) è stata la ventesima edizione dell'omonimo evento in pay-per-view prodotto dalla WWE. L'evento si svolse il 26 agosto 2007 alla Continental Airlines Arena di East Rutherford (New Jersey).

## Storyline
Nella puntata di Raw del 23 luglio Randy Orton attaccò brutalmente il WWE Champion John Cena e lo colpì poi con una RKO, candidandosi come prossimo sfidante al titolo di quest'ultimo. L'assistente esecutivo dello show rosso, Jonathan Coachman, annunciò dunque un match tra Orton e Cena con in palio il WWE Championship per SummerSlam.
Il 22 luglio, a The Great American Bash, The Great Khali difese con successo il World Heavyweight Championship in un Triple Threat match che comprendeva anche Batista e Kane. Nella puntata di SmackDown! del 27 luglio Batista interruppe l'autocelebrazione di Khali e lo sfidò ad un incontro per il titolo. Nella puntata di SmackDown! del 3 agosto, cogliendo la palla al balzo, il General Manager Theodore Long sancì quindi un match tra Khali e Batista con in palio il World Heavyweight Championship per SummerSlam.
A The Great American Bash, John Morrison difese con successo l'ECW Championship contro CM Punk. Nella puntata di ECW del 31 luglio Punk vinse un Triple Threat match che comprendeva anche Tommy Dreamer e Elijah Burke, ottenendo così un 15-Minutes of Fame match contro Morrison, senza però il titolo in palio, per la settimana successiva. Dopo che sconfisse Morrison nella puntata di ECW del 7 agosto, Punk diventò il primo sfidante all'ECW Championship per SummerSlam.
Nella puntata di Raw del 16 luglio King Booker utilizzò come propria canzone d'entrata (theme song) "King of Kings", la quale apparteneva al lungodegente Triple H (fuori per infortunio da inizio gennaio), affermando poi che sia Triple H che Jerry Lawler non potevano essere considerati dei veri "Re" proprio come lui. Nella puntata di Raw del 6 agosto Booker sconfisse Lawler in un match in cui il perdente avrebbe dovuto incoronare il vincitore nella puntata successiva, ma quest'ultimo si rifiutò di fare ciò e, poco dopo, annunciò che Booker avrebbe affrontato proprio il rientrante Triple H a SummerSlam.
Nella puntata di SmackDown! del 20 ottobre 2006, Chavo Guerrero sconfisse Rey Mysterio in un "I Quit" match, dove lo stesso Mysterio riportò tuttavia un grave infortunio (legit) al legamento crociato anteriore e al tendine rotuleo del ginocchio sinistro, il che rese necessario un intervento chirurgico di riparazione. Nella puntata di SmackDown! del 3 agosto 2007, a quasi dieci mesi di distanza dall'infortunio, venne annunciato il rientro di Mysterio per SummerSlam, dove avrebbe affrontato proprio lo stesso Guerrero.
Nella puntata di Raw del 20 agosto Carlito e Mr. Kennedy si affrontarono per determinare il primo sfidante all'Intercontinental Championship di Umaga, ma il match terminò in pareggio a causa di un doppio schienamento. Ciò portò il nuovo General Manager dello show rosso, William Regal, a sancire un Triple Threat match tra Umaga, Carlito e Kennedy con in palio l'Intercontinental Championship per SummerSlam.
Nella puntata di SmackDown! del 17 agosto Finlay rovesciò per sbaglio del caffè bollente sul corpo di Kane nel backstage dell'arena, scatenando l'ira di quest'ultimo. Dopo essersi attaccati a vicenda, i due si affrontarono la settimana successiva ma l'incontro terminò in no-contest dopo che Finlay colpì Kane con lo shillelagh. Un match tra i due venne quindi annunciato per SummerSlam.
Per SummerSlam venne inoltre sancito un Battle Royal match per determinare la prima sfidante al Women's Championship di Candice Michelle. Le partecipanti annunciate furono: Beth Phoenix, Melina, Mickie James, Jillian Hall, Maria (appartenenti al roster di Raw), Michelle McCool, Torrie Wilson, Kristal Marshall, Victoria (appartenenti al roster di SmackDown), Kelly Kelly, Layla e Brooke (appartenenti al roster ECW).

## Evento

### Match preliminari
L'opener dell'evento fu il match tra Finlay e Kane. Durante la fasi iniziali, Kane ebbe il controllo della contesa e colpì Finlay con varie manovre, tra cui una scoop slam, un big boot e una sidewalk slam. Dopo un batti e ribatti, Finlay riuscì a colpire illegalmente Kane alle costole con lo shillelagh senza farsi vedere dall'arbitro e lo schienò, ma quest'ultimo si liberò dallo schienamento al conto di due. Kane eseguì poi la Chokeslam su Finlay per schienarlo e vincere l'incontro.
Poco dopo andò in scena il Triple Threat match valevole per l'Intercontinental Championship tra il campione Umaga, Carlito e Mr. Kennedy. Durante le prime fasi, Carlito e Kennedy tentarono di unire le forze per contrastare Umaga, ma questi respinse facilmente i loro attacchi combinati. Dopo che gettarono Umaga contro dei gradoni d'acciaio, Carlito e Kennedy battagliarono sul ring, con il primo che colpì il secondo con uno springboard back elbow. Dopo un batti e ribatti tra i due, Umaga tornò però rapidamente in controllo e colpì entrambi con un doppio suplex, per poi colpire rispettivamente Carlito con un samoan drop e Kennedy con un violento uranage. Dopo che colpì Carlito con un superkick e un running hip attack, Umaga eseguì il Samoan Spike su Kennedy per schienarlo e mantenere il titolo intercontinentale.
Il terzo match fu tra Rey Mysterio e Chavo Guerrero. Dopo un veloce batti e ribatti iniziale, Mysterio si portò in vantaggio nei confronti di Guerrero dopo che lo colpì con un pescado ed una diving hurricanrana dalla terza corda. Guerrero applicò poi il Lasso from El Paso sul ginocchio operato di Mysterio, ma questi rovesciò la presa con un headscissor. Dopo che eseguì un tornado ddt, Mysterio tentò un diving crossbody ma Guerrero schivò l'attacco aereo e lo colpì con la Gory Bomb, dalla quale Mysterio si liberò dopo un conteggio di due sul seguente schienamento. Dopo aver contrattaccato i three amigos, Mysterio eseguì la 619 su Guerrero e lo schienò per vincere l'incontro.
Successivamente ebbe luogo il Battle Royal match per determinare la prima sfidante al Women's Championship di Candice Michelle. Dopo pochi secondi, Beth Phoenix, Jillian Hall e Melina eliminarono rispettivamente Brooke, Maria e Layla. Dopo che gettò Victoria oltre le corde, Kristal fu a sua volta eliminata da Michelle McCool. Poco dopo, Phoenix e Hall si coalizzarono per eliminare Kelly Kelly, mentre Melina lanciò Mickie James fuori dal ring. Torrie Wilson eliminò Hall, per poi gettare Melina oltre le corde grazie all'aiuto di McCool. Wilson e McCool continuarono la loro alleanza, ma entrambe vennero poi eliminate da Phoenix, la quale vinse quindi l'incontro per ottenere un futuro match al titolo femminile di Candice.
Il quinto match fu per l'ECW Championship tra il campione John Morrison e lo sfidante CM Punk. Durante la fasi iniziali, Punk si portò in vantaggio nei confronti di Morrison dopo che lo colpì con uno springboard dropkick e una powerslam. Morrison prese tuttavia le redini dell'incontro dopo che eseguì un neckbreaker sull'apron ring ai danni di Punk. Dopo un batti e ribatti, Punk colpì Morrison con un diving crossbody e un enzuigiri. Punk tentò poi una frankensteiner dalla terza corda, ma Morrison lo fece cadere malamente al tappeto e lo schienò con un roll-up per mantenere il titolo dopo aver fatto illegalmente leva sulle corde del ring.

### Match principali
Nell'incontro successivo, il primo di cartello, King Booker affrontò il rientrante Triple H. Durante le prime fasi del match, Triple H colpì Booker con un facebreaker knee smash e lo intrappolò poi nella figure-four leglock, ma quest'ultimo evase dalla presa grazie all'aiuto di Queen Sharmell. Dopo un batti e ribatti, Booker tentò lo Scissors Kick ma Triple H schivò la manovra e lo colpì con uno spinebuster. Triple H tentò poi di colpire Booker con una clothesline, però questi lo intercettò per schiantarlo al tappeto con la Book-End, che valse solamente un conto di due. Booker tentò l'esecuzione dello Houston Hangover dalla terza corda, ma Triple H schivò l'attacco e lo colpì con il Pedigree per schienarlo e vincere la contesa.
Il settimo match fu per il World Heavyweight Championship tra il campione The Great Khali e lo sfidante Batista. Durante la fasi iniziali dell'incontro, Khali fece valere la propria potenza e colpì Batista con varie manovre, tra cui una brain chop, un big boot e delle clothesline. Khali tentò poi la Khali Bomb, ma Batista lo anticipò e lo colpì con uno spinebuster. Batista tentò successivamente un attacco aereo dalla terza corda, però Khali lo intercettò in mezz'aria e lo schiantò al tappeto con la Khali Bomb. Dopo che si liberò dallo schienamento al conto di due, Batista fu illegalmente colpito con una sedia da Khali, il quale perse quindi l'incontro per squalifica ma conservò comunque il titolo dei pesi massimi.
Il main event dell'evento fu l'incontro per il WWE Championship tra il campione John Cena e lo sfidante Randy Orton. Dopo un breve dominio iniziale di Cena, Orton si portò in vantaggio grazie all'esecuzione di una powerslam. Dopo averlo colpito con dei flying shoulder block, Cena eseguì la Protobomb e il five knuckle shuffle su Orton per poi tentare la F-U, che fu tuttavia rovesciata da quest'ultimo in un inverted backbreaker. Dopo che eseguì un hangman ddt sulle corde, Orton tentò l'RKO ma Cena contrattaccò la manovra e lo colpì con un jumping neckbreaker e un diving leg drop. Orton cercò poi di eseguire il Punt Kick, ma Cena rovesciò il tentativo nella STFU. Dopo che toccò le corde per liberarsi dalla presa, Orton eseguì l'RKO su Cena però questi evase dallo schienamento al conteggio di due. Cena colpì immediatamente Orton con la F-U e lo schienò per mantenere il titolo.

## Risultati
| #    | Incontri                                                                   | Stipulazioni                                                               | Durata |
| ---- | -------------------------------------------------------------------------- | -------------------------------------------------------------------------- | ------ |
| Dark | Lance Cade e Trevor Murdoch hanno sconfitto Brian Kendrick e Paul London   | Tag team match                                                             | 07:27  |
| 1    | Kane ha sconfitto Finlay                                                   | Single match                                                               | 08:54  |
| 2    | Umaga (c) ha sconfitto Carlito e Mr. Kennedy                               | Triple threat match per il WWE Intercontinental Championship               | 07:35  |
| 3    | Rey Mysterio ha sconfitto Chavo Guerrero                                   | Single match                                                               | 12:06  |
| 4    | Beth Phoenix ha vinto eliminando per ultima Michelle McCool                | Battle royal per determinare la prima sfidante al WWE Women's Championship | 07:09  |
| 5    | John Morrison (c) ha sconfitto CM Punk                                     | Single match per l'ECW Championship                                        | 07:09  |
| 6    | Triple H ha sconfitto King Booker (con Queen Sharmell)                     | Single match                                                               | 07:58  |
| 7    | Batista ha sconfitto The Great Khali (c) (con Ranjin Singh) per squalifica | Single match per il World Heavyweight Championship                         | 06:51  |
| 8    | John Cena (c) ha sconfitto Randy Orton                                     | Single match per il WWE Championship                                       | 21:20  |